# یوری هایراپتیان (شطرنج‌باز)
یوری هراچیکی هایراپتیان (ارمنی: Յուրի Հրաչիկի Հայրապետյան؛ زادهٔ ۱۸ آوریل ۱۹۸۸) شطرنج‌باز ارمنی‌تبار اهل ارمنستان-اوکراین است. در فوریه ۲۰۰۵ عنوان استاد بین‌الملیی و در ژانویه ۲۰۰۸ استادبزرگ شطرنج توسط فیده به وی اعطا گردید.

## زندگی‌نامه
وی در ۱۸ آوریل ۱۹۸۸ در ایروان به دنیا آمد. وی در دانشگاه وی.آی. ورنادسکی در سیمفروپول تحصیل نمود و در یک بانک کار می‌کند. وی عنوان استاد بین‌المللی فیده را در فوریه ۲۰۰۵ و عنوان استادبزرگی را نیز در ژانویه ۲۰۰۸ کسب نمود
| به‌دلیل برخی مشکلات فنی، نمودارها موقتاً قابل مشاهده نیستند. اطلاعات بیشتر پیرامون این مشکل در فابریکاتور و وبگاه مدیاویکی در دسترس است. | |
| | به‌دلیل برخی مشکلات فنی، نمودارها موقتاً قابل مشاهده نیستند. اطلاعات بیشتر پیرامون این مشکل در فابریکاتور و وبگاه مدیاویکی در دسترس است. |

## دستاوردها
بهترین نتایج
- ۱ام در سیمفروپول (۲۰۰۴)
- ۲ام در مسابقات قهرمانی کریمه (۲۰۰۶)
- ۱ام در سیمفروپول (۲۰۰۷)
- ۱ام در آلوشتا بهاری ۲۰۰۷
- ۱ام در آلوشتا تابستانی ۲۰۰۷

بهترین رده‌بندی الو وی ۲۵۳۷ در ژوئیه ۲۰۰۹ بود.